# Kangar

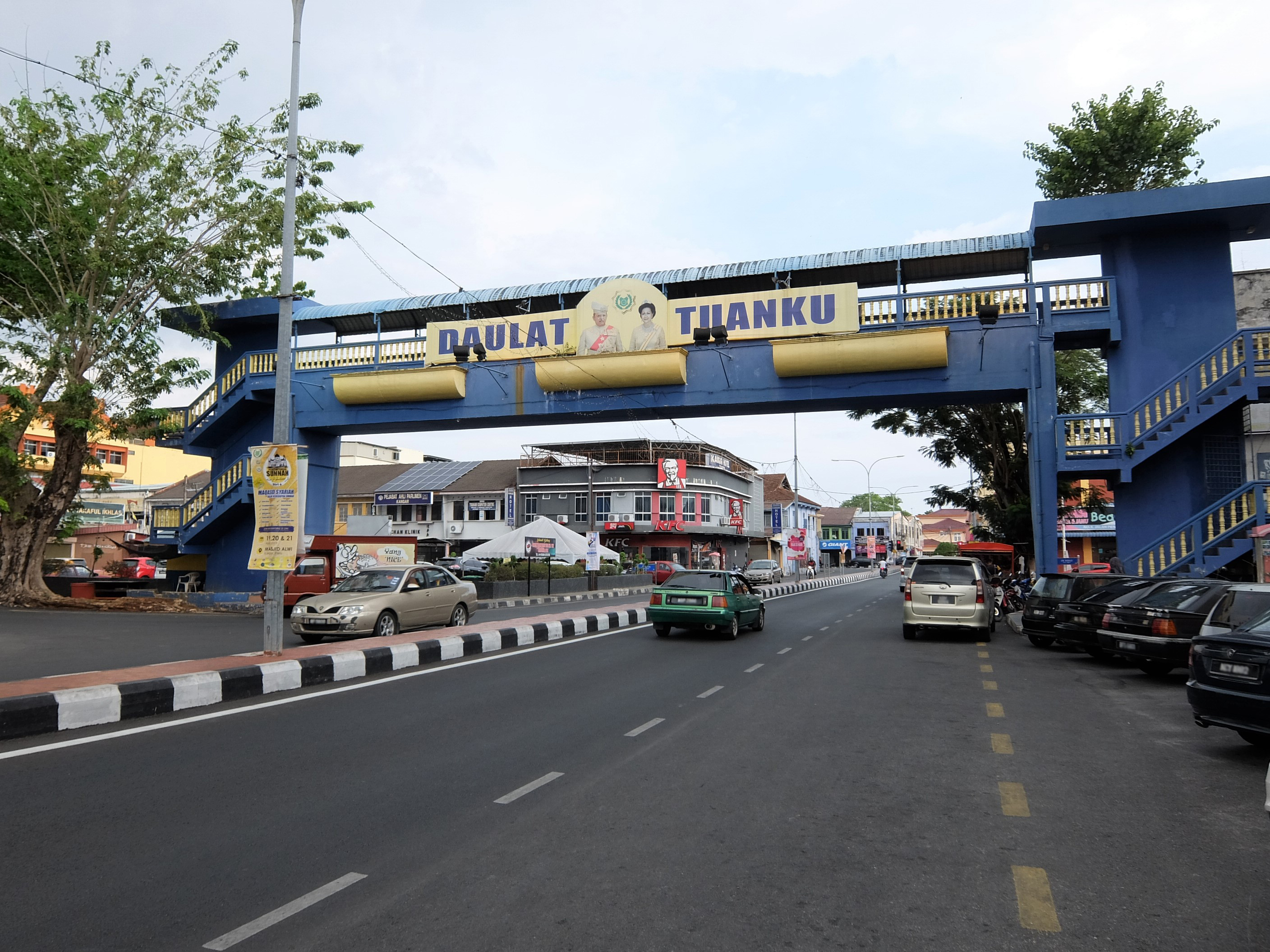
Kangar

Kangar är en stad i nordvästra Malaysia, och är den administrativa huvudorten för delstaten Perlis. Staden är belägen nära gränsen till Thailand och hade 54 282 invånare vid folkräkningen 2000. Sungai Perlis rinner genom Kangar och mynnar ut i Andamansjön vid Kuala Perlis, delstatens näst största ort, belägen cirka en mil sydväst om staden. 